# Anatotitan
Anatotitan is een geslacht van uitgestorven plantenetende ornithischische dinosauriërs behorend tot de Euornithopoda. Het is een van de grootste eendesnaveldinosauriërs of Hadrosauridae die ooit hebben bestaan met een lengte van ruim twaalf meter. De eerste benoemde soort in het geslacht, Anatotitan copei, leefde in het Laat-Krijt in Noord-Amerika, was herbivoor en had geen klauwen om zich te verdedigen. Hij had wellicht een neuszak, waarmee hij soortgenoten kon waarschuwen voor gevaar, door geluidssignalen. 
Anatotitan is nauw verwant aan Edmontosaurus regalis. Anatotitan copei is mogelijk een jonger synoniem van Edmontosaurus annectens en dat is ook de naam waarmee sinds 2011 in de literatuur naar het geslacht Anatotitan wordt verwezen.

## Vondst en naamgeving
Het genoholotype, specimen AMNH 5730, werd in 1882 in de Black Hills van South Dakota gevonden door Jacob Lawson Wortman en Russell S. Hill, medewerkers van Edward Drinker Cope. Het bestaat uit een vrijwel volledig skelet van een volwassen dier. Het fossiel dateert uit het late Maastrichtien. Vlak voor Cope's dood werd het verworven door het American Museum of Natural History. Cope bracht de vondst (ten onrechte) onder bij Diclonius; Othniel Charles Marsh al even onterecht bij Trachodon. In 1942 werd de vondst door Richard Swann Lull en Nelda Wright benoemd als een soort van Anatosaurus: Anatosaurus copei, waarvan de soortaanduiding Cope eerde. In 1990 meenden Ralph Chapman en Michael Brett-Surman dat Anatosaurus een jonger synoniem van Edmontosaurus was; voor het skelet moest dus weer een nieuwe naam bedacht worden en zij benoemden daarvoor het geslacht Anatotitan. De geslachtsnaam is afgeleid van het Latijn anas, 'eend', en het Grieks Titan, 'titaan'. De typesoort van het geslacht is de oorspronkelijke Anatosaurus copei. De combinatio nova is Anatotitan copei.
In 1990 werden de specimina AMNH 5886, AMNH 5887 en CM 1652 aan de soort toegewezen. AMNH 5886 werd in 1904 in Montana gevonden door Barnum Brown en Peter Kaisen.

### Identiteit metEdmontosaurus annectens
Latere onderzoekers concludeerden meestal dat de soort identiek was aan Edmontosaurus annectens (Marsh 1882) Brett-Surman 1979 en daarvan oudere individuen vertegenwoordigde. De eerste keer gebeurde dit in de tweede druk van het standaardwerk The Dinosauria uit 2004. Die laatste soort heeft dan prioriteit. Gregory S. Paul sprak in 2008 van een Edmontosaurus (Anatotitan) annectens, dus van een ondergeslacht. E. annectens is langerekter dan E. regalis. Bij de exemplaren die aan Anatotitan copei werden toegewezen is die trek het sterkst ontwikkeld en de schedel is daar duidelijk veel langer. Paul dacht dat het ook mogelijk was dat zulke vormen beperkt blijven tot de bovenste lagen van het Maastrichtien en zou dan toch van een aparte soort Anatotitan copei willen spreken. Zoiets zou bewezen kunnen worden door de vondst van jonge dieren met een relatief verlengde snuit. Pas in 2019 werden echter dergelijke groeireeksen beschreven en ze zijn nog te beperkt om vast te stellen of er inderdaad van twee soorten sprake is.
Als synoniem van E. annectens is Anatotitan ook een synoniem van Claosaurus annectens Marsh 1892, Trachodon annectens, Anatosaurus annectens Lull & Wright 1942, Thespesius saskatchewanensis C. M. Sternberg 1926, Anatosaurus saskatchewanensis Lull & Wright 1942 en Edmontosaurus saskatchewanensis Russell & Chamney 1967. Daarbij zou de soort identiek kunnen zijn aan Ugrunaaluk  kuukpikensis waarvan de geldigheid omstreden is. Het holotype van Claosaurus annectens is USNM 2414, een gedeeltelijk skelet met schedel, en YPM 2182 is het paratype.

## Beschrijving
De grootteschattingen van Anatotitan verschillen nogal. AMNH 5730 heeft een lengte van het dijbeen van 1135 millimeter. Hieruit is een gewicht afgeleid dat zo hoog is als 8671 kilogram maar ook zo laag als drie ton.
In 1990 werd ook een lijst gegeven van onderscheidende kenmerken. De schedel is uitzonderlijk lang en laag. De bek is uitzonderlijk breed. Het quadratum is uitzonderlijk kort ten opzichte van de onderkaak. Het voorste tandeloze gedeelte van de onderkaken is relatief uitzonderlijk lang. De ledematen zijn uitzonderlijk lang en lichtgebouwd ten opzichte van de schedelhoogte. De ledematen zijn tien procent langer dan bij een Edmontosaurus van dezelfde schedelhoogte. De nek van de processus praepubicus is uitzonderlijk lang en laag. Het achterblad van het darmbeen is overdwars meer gewrongen en relatief korter dan bij een Edmontosaurus van dezelfde grootte.

## Fylogenie
Anatotitan copei staat met Edmontosaurus in de Hadrosaurinae.